# Atlantic Beach (Carolina del Nord)
Atlantic Beach è un centro abitato (town) degli Stati Uniti d'America della contea di Carteret nello Stato della Carolina del Nord. La popolazione era di 1,495 persone al censimento del 2010.

## Storia
L'idea di creare Atlantic Beach venne immaginato negli anni 1870 da Appleton Oaksmith. Tuttavia, la costruzione non ha cominciato fino al 1887. Nel 1928, fu costruito un ponte, che collega Atlantic Beach a Morehead City.

## Geografia fisica
Atlantic Beach è situata a 34°42′02″N 76°44′27″W (34.700455, -76.740814).
Secondo lo United States Census Bureau, ha un'area totale di 2,7 miglia quadrate (6,9 km²).

## Società

### Evoluzione demografica
Secondo il censimento del 2008, c'erano 1,815 persone.

### Etnie e minoranze straniere
Secondo il censimento del 2008, la composizione etnica della città era formata dal 98,03% di bianchi, lo 0,62% di afroamericani, lo 0,22% di nativi americani, lo 0,73% di asiatici, lo 0,00% di altre razze, e lo 0,39% di due o più etnie. Ispanici o latinos di qualunque razza erano lo 0,67% della popolazione.